# Alter Fernsehturm Sofia
Der Alte Fernsehturm Sofia, seltener: Fernsehturm Borissowa gradina, ist ein 106 Meter hoher, und Bulgariens erster Fernsehturm im Sofioter Stadtpark Borissowa gradina auf 595 Metern über NN gelegen. Von dem Turm wurde 1959 erstmals das Bulgarische Nationale Fernsehen (BNT) ausgestrahlt.

## Geschichte
Der Turm wurde von Ljuben Podponew, dem Ingenieur A. Wojnow und dem Techniker Georgi Kopkanow geplant und entworfen. Die  Grundsteinlegung erfolgte im Dezember 1958, offiziell eröffnet wurde der Turm bereits nach 11 Monaten Bauzeit am 26. Dezember 1959. Der Turm war der erste Fernsehturm Bulgariens und auch das erste Gebäude des Bulgarischen Nationalen Fernsehens, das dann im November 1962 in das Gebäude in der Straße Todor Straschimirow (heute: ul. Tulowo) umzog. In den ersten Jahren seines Bestehens strahlte das Bulgarische Nationale Fernsehen alle seine Sendungen von diesem Turm aus, aus dem Studio 1 (Fläche 80 Quadratmeter) in der 4. Etage.
Von dem Fernsehturm begannen auch die ersten UKW-Ausstrahlungen von Radio Sofia für die Region Sofia: dem 1. Programm (Horizont), dem 2. Programm (Christo Botew) und dem 3. Programm (Orpheus) in Stereo.
Am 1. November 1959 erfolgte bereits die erste, noch nicht offizielle, Ausstrahlung von dem neuen Fernsehturm. Am 6. November 1959 sendete das Fernsehen eine Direktübertragung des Fußballspiels zwischen Lewski Sofia und Rapid Bukarest, danach wurde ein sowjetischer Spielfilm gesendet.
Am 7. November 1959 folgte eine Übertragung des Kundgebungen anlässlich des 42. Jahrestages der Oktoberrevolution von 1917 aus Moskau und aus Sofia vom Platz des 9. September (heute: Platz Alexander I. Battenberg). Die offizielle Eröffnung der Institution des Bulgarischen Fernsehens erfolgte jedoch erst am 26. Dezember 1959. Das Band zur Eröffnung wurde vom damaligen Stellvertretenden Ministerpräsidenten Walko Tscherwenkow durchgeschnitten.
Nach der Ausstrahlung des Nationalen Fernsehens 1959 folgte 1962 das erste nationale Radioprogramm, gefolgt von einem zweiten Sender 1965 und einem dritten 1971. Im Januar 1972 ersetzte man die Technik, um nach Maßgabe der Organisation Internationale de Radiodiffusion et de Télévision für BNT die Ausstrahlung von Farbfernsehen zu ermöglichen. Das zweite staatliche Fernsehprogramm Efir 2 wurde ab 1975 vom Sofioter Fernsehturm aus gesendet.
Seitdem der 1985 errichtete Fernsehturm Kopitoto auf dem Witoscha-Bergmassiv in der Nähe von Sofia diese Aufgaben übernommen hat, stellt der alte Fernsehturm eine historische Landmarke dar und dient nur noch für Richtfunkverbindungen.
Der heutige Besitzer des Turmes ist die Bulgarische Telekommunikationsgesellschaft (BTK) (bulg. Българска телекомуникационна компания; БТК).

## Beschreibung
Der Alte Fernsehturm Sofia befindet sich an der Kreuzung der Straße  Pejo Jaworow mit dem Boulevard Dragan Zankow inmitten des großen, dicht bewaldeten Stadtparks Borissowa gradina. Das Bauwerk mit quadratischem Grundriss ist aus roten Backsteinen errichtet und wird in Längs- und Querrichtung von hellen Betonteilen durchzogen. In der Mitte der Fassaden sind zwischen den Betonstreben schmale Fenster angeordnet. Der Fernsehturm hat eine Grundfläche von 144 Quadratmetern, ist 14 Stockwerke hoch und verjüngt sich an den letzten beiden Stockwerken, da die Ecken zurückversetzt sind. Auf dem Dach trägt der Turm drei Antennenplattformen mit rundem Grundriss übereinander. Die Plattformen beherbergen heute noch Richtfunkantennen. Darüber schließt ein Antennentragwerk den Turm ab. An der Basis ist ein Nebengebäude angebaut.